# Georgi Welinow
Georgi Welinow (bulgarisch Георги Велинов; * 23. Januar 1912; † unbekannt) war ein bulgarischer Radrennfahrer.

## Sportliche Laufbahn
Welinow bestritt bei den Olympischen Sommerspielen 1936 in Berlin mit dem bulgarischen Vierer die Mannschaftsverfolgung auf der Bahn und belegte mit seinem Team den 12. Platz.